# Fredrick Alewijn
Frederick Alewijn (* 18. Januar 1737 in Amsterdam; † 10. November 1804 in Beemster) war ein Amsterdamer Regent des 18. Jahrhunderts.

## Biografie
Frederik wurde als Sohn des Amsterdamer Schepen Dirk Alewijn, aus der Patrizierfamilie Alewijn, und Bregje Loten geboren. Nach seinem Studium in Utrecht saß er von 1767 bis 1795 in der Amsterdamer Vroedschap. Im Jahre 1772 wurde er zu einem der Bewindhebber (Leiter, Vorsitzender) der Amsterdamer Kammer der Niederländischen Ostindien-Kompanie ernannt. Im Jahre 1787 gehörte er zu den neun Regierungsmitgliedern die durch die Patriotenbewegung abgesetzt wurden. Nach der Unterdrückung dieses Aufstandes wurde Alewijn erneut ernannt und in Jahren 1789 und 1793 zum Bürgermeister gewählt.
Im Jahre 1758 verheiratete sich Alewijn mit Susanna Christina Huyghens (1737–1767) und nach deren Tod mit Barbara Maria Fabricius (1744–1805). Aus der zweiten Ehe entsprangen fünf Kinder, worunter Mr. Frederik Alewijn (1775–1817)  der durch sein Heirat mit Margareta Christina Opperdoes (1780–1844) die Familie Opperdoes Alewijn begründete. Eine andere Tochter, Breghje Agatha Alewijn (1777–1853), heiratet als Witwe des Mr. Abraham Pieter van Notten den späteren Amsterdamer Bürgermeister Baron Mr. Pieter Alexander van Boetzelaer. Alewijns Sohn Willem Alewijn (1769–1739) war ein Militär und wurde im Jahre 1815 mit dem Prädikat Jonkheer in den neuen niederländischen Adel eingeführt. Er war zweimal verheiratet, zuerst mit Maria Susanna Backer (1771–99) und hernach mit Sophia Maria Agatha Huydecoper tot Nigtevecht (1772–1837).